# Mango (cantor)
Mango, nome artístico de Giuseppe Mango (6 de novembro de 1954 — 7 de dezembro de 2014) foi um cantor e compositor italiano.

## Biografia

### Carreira
Seu estilo é conhecido por a mistura de diferentes gêneros, incluindo pop, rock, folk e world music. Mango é mais conhecido pela canção "Oro", do álbum Odissea (1986). Outros sucessos incluem "Lei verrà", "Mediterraneo", "Bella d'estate", "Come Monna Lisa", "Nella mia città", "La rondine" e "Amore per te", esta última fue utilizada na sigla italiana da telenovela El privilegio de amar.
Mango também gravou três álbuns em espanhol e tornou-se conhecido nos países de língua espanhola pela canção "Flor de Verano", que chegou ao número # 1 na Los 40 Principales de Espanha em 1988.
Além do cantor, escreveu músicas para vários artistas italianos como Patty Pravo, Andrea Bocelli, Mietta e Loredana Bertè. Parte de seu repertório foi interpretada por músicos italianos e estrangeiros, incluindo Mina, Mia Martini, Leo Sayer, Hélène Ségara e Eleftheria Arvanitaki.

### Morte
Em 7 de dezembro de 2014, o cantor sentiu-se mal em pleno palco, durante concerto em Policoro, província de Matera. Ao tocar um de seus maiores sucessos, "Oro", foi atingido por um ataque cardíaco, de repente parou de tocar, pediu desculpas ao público e com um gesto chamou algum segurança. A equipe de apoio logo subiu no palco, colocou-o no chão e prestou os primeiros socorros, mas os esforços foram infrutíferos e morreu aos 60 anos. No dia seguinte seu irmão Giovanni sofreu um mal durante o velório e morreu pouco depois no hospital, também por um ataque cardíaco.

## Discografia
- La mia ragazza è un gran caldo (1976)
- Arlecchino (1979)
- È pericoloso sporgersi (1982)
- Australia (1985)
- Odissea (1986)
- Adesso (1987)
- Inseguendo l’aquila (1988)
- Sirtaki (1990)
- Come l’acqua (1992)
- Mango (1994)
- Dove vai (1995)
- Credo (1997)
- Visto così (1999)
- Disincanto (2002)
- Ti porto in Africa (2004)
- Ti amo così (2005)
- L’albero delle fate (2007)
- La terra degli aquiloni (2011)

### Álbuns lançados na Espanha
- Ahora (1987)
- Hierro y Fuego (1988)
- Sirtaki (1991)

## Páginas externas
- Página oficial